# Boletus mirabilis
Boletus mirabilis es una especie de hongo comestible, basidiomiceto, del género Boletus, de la familia Boletaceae.

## Características
La forma del sombrero (píleo) es convexo aplanado, puede medir hasta 15 centímetros de diámetro, su color es amarronado rojizo, su piel es aterciopelada, el estipe es cilíndrico, estriado, de color marrón oscuro, puede medir hasta 12 centímetros de largo y tener un grosor de 4 centímetros.
Crece a finales del verano y principio del otoño, en los bosques de coníferas, abeto y cedro rojo, en América del Norte, Japón y Taiwán.

## Comestibilidad
Es una seta comestible de sabor y de olor agradable, su carne es blanca.